# Benedek Kovács
Benedek Bendegúz Kovács (Budapest, 18 de mayo de 1998) es un deportista húngaro que compite en natación, especialista en el estilo espalda. Ganó una medalla de plata en el Campeonato Europeo de Natación de 2022, en la prueba de 200 m espalda.

## Palmarés internacional
| Campeonato Europeo | Campeonato Europeo | Campeonato Europeo | Campeonato Europeo |
| Año                | Lugar              | Medalla            | Prueba             |
| ------------------ | ------------------ | ------------------ | ------------------ |
| 2022               | Roma (Italia)      | Medalla de plata   | 200 m espalda      |